# Maria Gowen Brooks
Maria Gowen Brooks (ur. ok. 1794, zm. 1845) – poetka amerykańska. 
Urodziła się jako Abigail Gowen. Jej ojciec interesował się literaturą, co w przeszłej poetce rozbudziło wrodzony talent. Kiedy zmarł, gdy dziewczynka miała 13 lat, przeszła ona pod opiekę bostońskiego kupca Johna Brooksa, za którego potem wyszła za mąż. Po jego śmierci zamieszkała z bratem w plantacji na Kubie. W 1829 roku poetka ukończyła swoje najsłynniejsze dzieło, poemat Zophiël, or the Bride of Seven, oparty na biblijnej Księdze Tobiasza, nad którym pracowała przez wiele lat, wydając pieśń pierwszą w 1825 roku. Wstęp do utworu jest napisany strofą sześciowersową z rymem lustrzanym, której później użył Robert Browning w wierszu Spotkanie w nocy.
Thou with the dark blue eye upturned to Heaven,
And cheek now pale, now warm with radiant glow,
Daughter of God,— most dear,—
Come with thy quivering tear.
And tresses wild, and robes of loosened flow,—
To thy lone votaress let one look be given!
Pozostałą część utworu jest napisana strofą czterowersową z rymem krzyżowym:
The time has been — this holiest records say—
In punishment for crimes of mortal birth,
When spirits banished from the realms of day
Wandered malignant o'er the nighted earth.
W swoim czasie Maria Gowen Brooks była podziwiana przez Roberta Southeya i Edgara Allana Poe'a. Poetka używała nawet wymyślonego przez Southeya pseudonimu Maria of the West, Maria del Occidente. Obecnie jest niemal zupełnie zapomniana.